# Chur West

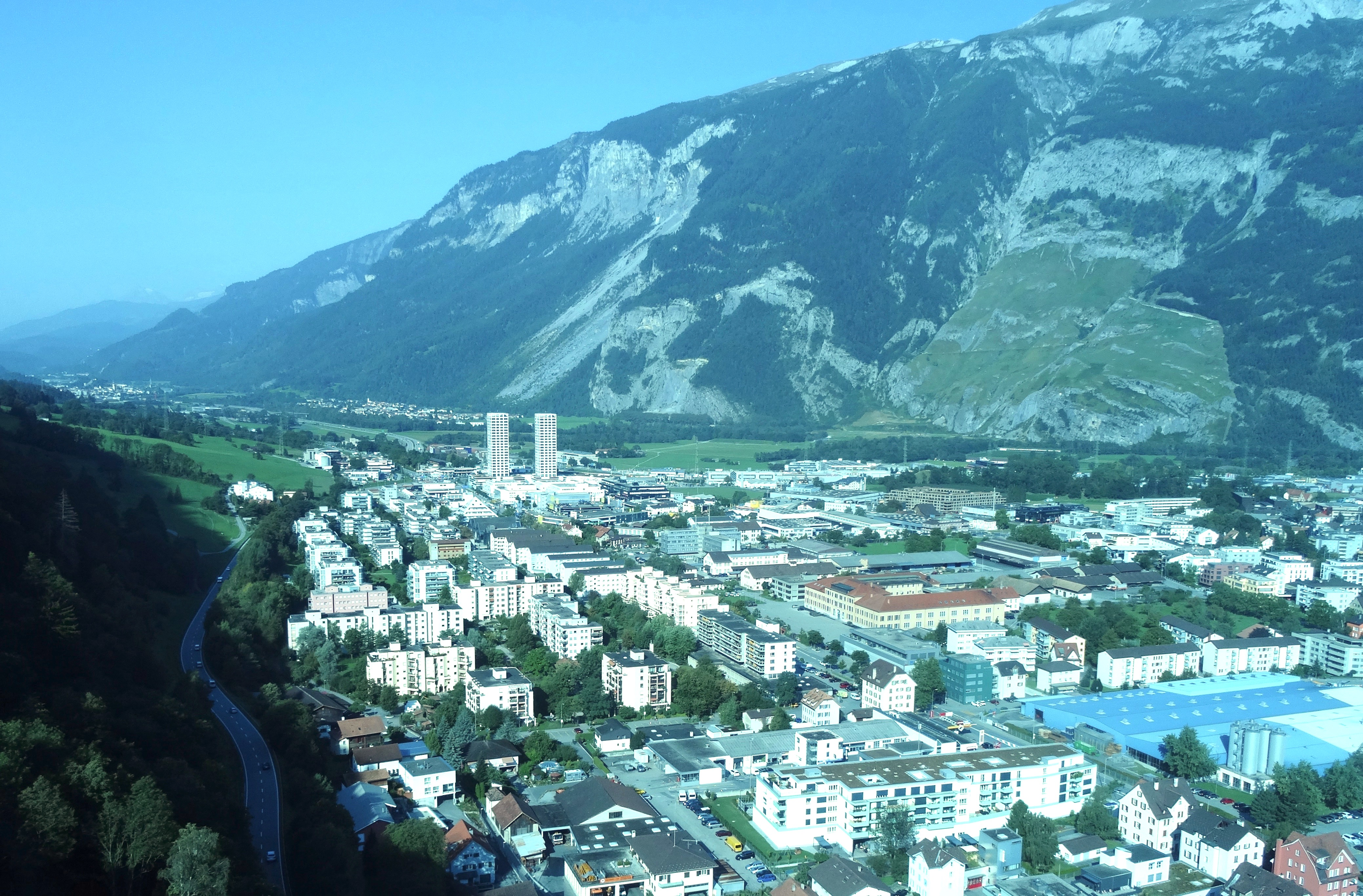
Chur West, Blick nach Westen

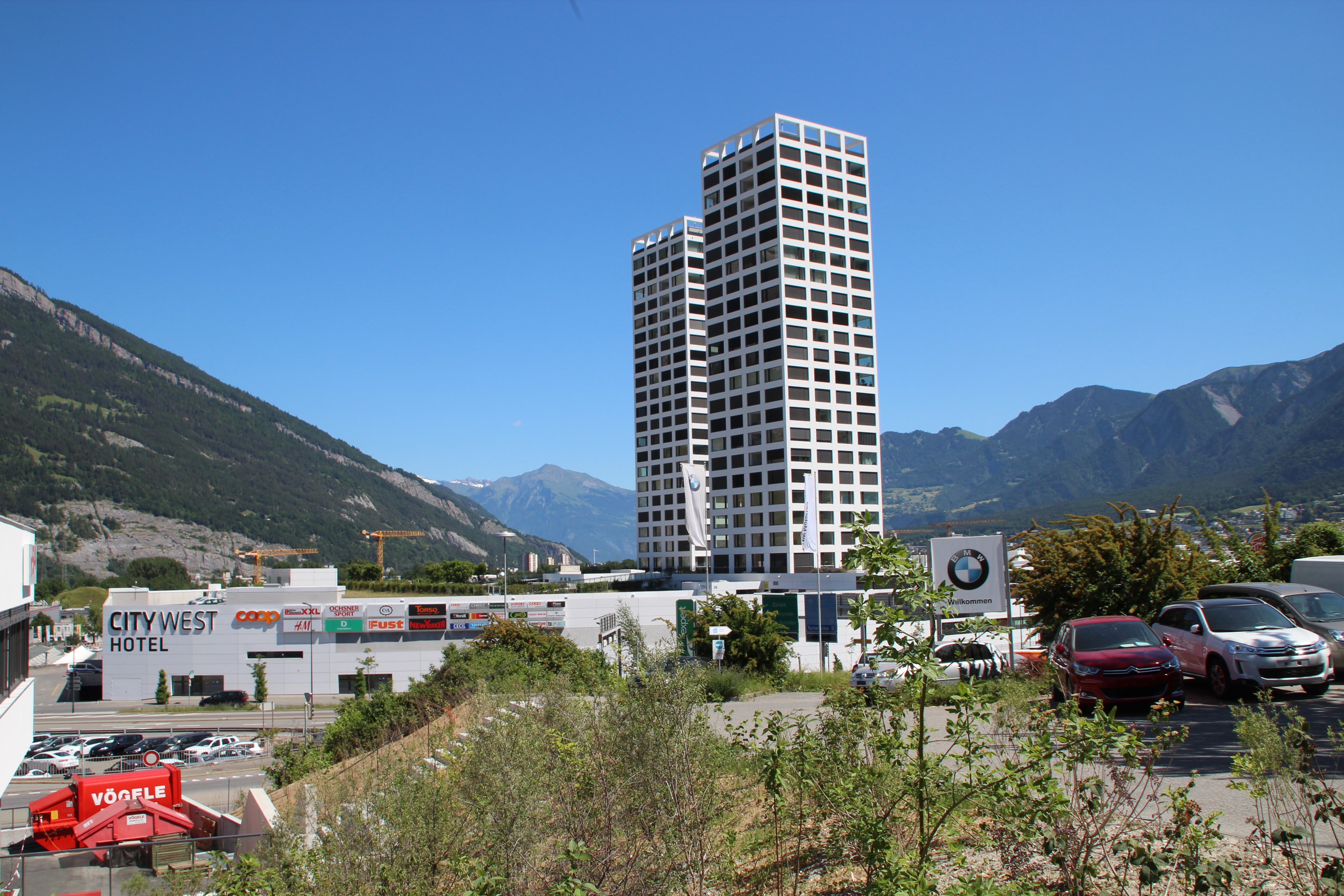
Juni 2015

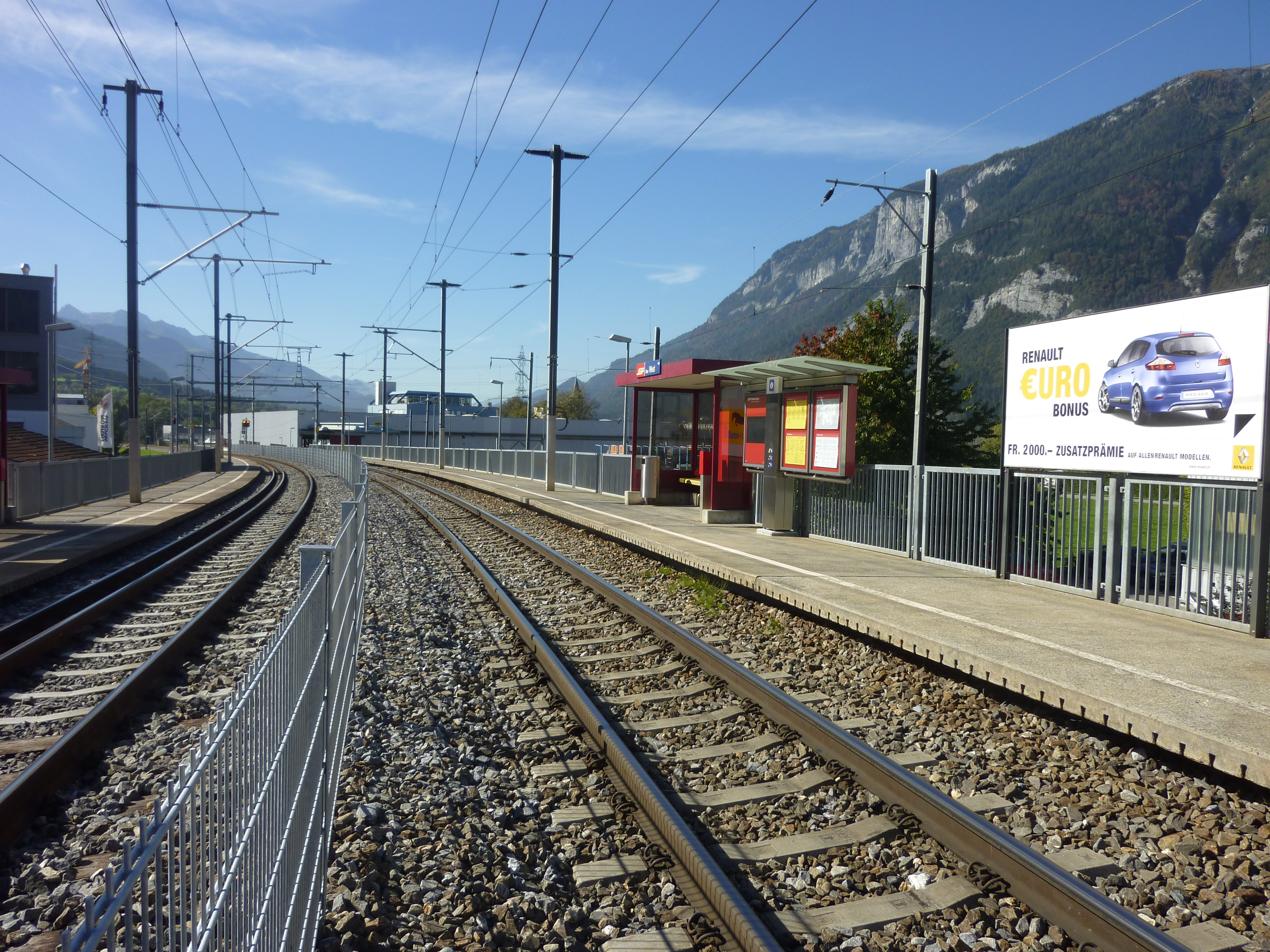
Bahnhof Chur West

Chur West ist ein Industriequartier von Chur, dem Hauptort des Kantons Graubünden. Zu Beginn des 21. Jahrhunderts entstand hier mit einer ersten Bauetappe ein neues Stadtquartier, das im Herbst 2012 fertiggestellt wurde. Es hat das Stadtbild und die Verkehrsinfrastruktur grundlegend verändert.

## Das neue Quartier
Unter Federführung des Architekten Thomas Domenig wurden zwei Hochhäuser errichtet, die jeweils 79 Meter hohen Twin Towers. Am 11. November 2011 wurde als erste von drei Etappen der Fertigstellung das Einkaufszentrum eröffnet.

### Verkehr, Agglomeration
Chur West – mit „theoretischem Einwohnerpotential von 6000 Personen“ – steht im Mittelpunkt aller verkehrsplanerischen Projekte des Agglomerationsprogramms für Chur, das bis zum Jahr 2020 mit einer Verkehrszunahme im Grossraum Chur von 40 Prozent rechnet.
2000 wurde im Quartier die gleichnamige Haltestelle der Rhätischen Bahn an der Bahnstrecke Landquart–Thusis eröffnet. Der zweigleisige Haltepunkt wird von den Linien S1 und S2 der S-Bahn Chur sowie von einigen weiteren Zügen während der Hauptverkehrszeit bedient. Im Jahr 2024 wurde mit dem Bau einer neuen Haltestelle Chur West begonnen. Die neue Haltestelle liegt einige hundert Meter weiter Richtung Felsberg und ist somit unmittelbar neben dem Einkaufszentrum City West. Durch die neue Haltestelle soll eine neue Verkehrsdrehscheibe in diesem Quartier gebildet werden.  
Für die Führung des Individualverkehrs ist bei der Autobahnausfahrt Chur Süd ein grosser Kreisel entstanden, der Zubringerdienste in die City leistet und in die Ortschaften des Umlands Richtung Domat/Ems und Lenzerheide. So wird von hier aus auch die St. Luzibrücke erreicht und das Schanfigg unter Umgehung der Churer Innenstadt zugänglich gemacht werden.

### Stadtentwicklung, informelle Mitwirkung
Die Churer Stadtplanung erklärte die Absicht, in Chur West „ein attraktives und modernes Quartier“ zu entwickeln, das „von Süden her kommend das Stadttor und die Visitenkarte der Stadt Chur bilden könnte“. Das Stadtentwicklungskonzept „sieht hier ein Werk-Tag-Zentrum mit Regionaler Funktion vor“. Eine „informelle Mitwirkung“, Dialog Chur West, nach deutschem Vorbild, inklusive der üblichen „Stadtteilwanderung“, wurde verwirklicht – für Schweizer Verhältnisse, mit den ausgebauten politischen Rechten, eher eine „Nebensache“.

## Publikationen
- Norbert Waser (Wirtschaftsredaktor beim Bündner Tagblatt): Alles dreht sich um Chur West, in: Terra Grischuna 5/2009, S. 20–23[5]
- Andreas Pöhl: Informelle Mitwirkung ‚Dialog Chur West‘: Stadtteilentwicklung Chur West: 24. Juni 2013 – 24. Juni 2014, Abteilung Stadtentwicklung, Stadt Chur, 12. Januar 2015 – PDF-Download, 3 MB